# Ларго Вінч: Початок
«Ларго Вінч: Початок» (англ. Largo Winch) — французький фільм, що вийшов у прокат 17 грудня 2008. Так само, як і серіал «Ларґо» (2001—2003 років), фільм знято за мотивами однойменних бельгійських коміксів, авторства Філіпа Франка (художник) і Жана ван Гама (автор текстів).

## Сюжет
Ларго Вінч — сирота, усиновлений мільярдером. Його прийомний батько гине за загадкових обставин. У 26 років Ларґо успадковує величезну корпорацію і мільярдний статок. Тепер він — власник заводів, газет, пароплавів. Але великі гроші — великі проблеми. Ларґо Вінч потрапляє в списки найбагатших «Форбс» і в чорні списки конкурентів, на нього точать зуб компаньйони і навіть найвірніші друзі готові зрадити. Ларґо Вінч приймає бій. Красень, бунтар, воїн-одинак — він готовий пройти вогонь, воду і мідні труби, щоб протистояти змові й відновити справедливість.

## В ролях
- Томер Сіслей — Ларґо Вінч
- Мелані Тьєррі — Леа / Наомі
- Божа Панич — Меліна
- Карел Роден — Михайло Корскі
- Крістін Скотт Томас — Енн Фергюсон
- Мікі Манойлович — Неріо Вінч
- Радівож Буквич — Ґоран
- Елізабет Беннетт — Міс Пеннівінкл
- Стівен Ваддінгтон — Стефан Маркус
- Іван Маревіч — Йосип
- Анн Косіньї — Анна
- Гілберт Крейди — Фредді

## Продовження
В березні 2011 року вийшов у прокат фільм Ларго Вінч 2: Змова в Бірмі.